# Nagy Sándor (ügyvéd, 1861–1902)
Nagy Sándor (Csurgó, 1861. március 15. – Csurgó, 1902. augusztus 27.) ügyvéd és lapszerkesztő.

## Élete
Nagy Sándor ügyvéd és Balogh Mária fia. A gimnáziumot szülőhelyén és Debrecenben végezte, a jogi tanulmányokat Pécsett és Pesten. Mint joggyakornok Esztergomban volt és ugyanakkor az Esztergom és Vidékének belmunkatársa. Csurgón ügyvédkedett és a társadalmi téren is működött. 
Mint tanuló pályadíjat nyert ódájával. Szerkesztette 1893-tól a Csurgó és Vidéke c. hetilapot; ezen hírlapba vezércikket, tárcát és más közleményt írt neve és N. S. jegy alatt. (Özvegye Bősz Ilona is működött az irodalmi téren műfordításokkal, melyek a nevezett lapban jelentek meg).